# Rudolf Koch-Erpach
Rudolf Koch, dal 1939 Koch-Erpach, (Monaco di Baviera, 9 aprile 1886 – Bad Boll, 27 novembre 1971), è stato un generale tedesco della Wehrmacht durante la seconda guerra mondiale.

## Biografia
Figlio del maggiore generale bavarese Anton Koch (1854-1926), Rudolf sposò Emmy Dacqué nel 1908, dal cui matrimonio nacquero due figli. Intraprese la carriera militare nell'esercito imperiale tedesco nel 1904 quando entrò in qualità di cadetto nel 2º reggimento di lancieri bavarese. Dal 1906 al 1910 venne trasferito al 6º reggimento cavalleggeri. Nel 1912 frequentò e si laureò all'accademia di guerra, ma dovette interrompere ben presto i propri studi a causa dello scoppio della prima guerra mondiale.
Dopo il primo conflitto mondiale, entrò nel Reichswehr come ufficiale di stato maggiore. Nel 1935 venne nominato comandante dell'8ª divisione di fanteria che guidò poi nell'invasione della Polonia che diede inizio alla seconda guerra mondiale.
Il 23 settembre 1939, Rudolf Koch-Erpach si distinse in negativo per essere stato catturato dalle forze polacche nel corso della battaglia di Krasnobród. Il 24 giugno 1940, dopo essere stato trasferito al fronte occidentale, prese parte alla battaglia di Francia al comando dell'8ª divisione di fanteria.
A partire dal 1º novembre 1940 sino al 1º marzo 1941, Koch-Erpach ottenne il comando del Höheres Kommando z.b.V. LX. e diresse per breve tempo l'Höheres Kommando z.b.V. XXXV dal 1º aprile al 1º maggio 1941. Koch-Erpach commandò la Wehrkreis VIII dal 1º maggio 1942 al 26 gennaio 1945, tenendo quartier generale a Breslavia.
Dal 26 gennaio al 10 aprile 1945, Koch-Erpach ottenne il comando del LVI. Panzerkorps
Nel marzo del 1945, Koch-Erpach e il suo quartier generale vennero accerchiati dall'Armata Rossa presso Opole. Per sfuggire da quella situazione, Ferdinand Schörner diede ordine al colonnello Alfons Rebane della 20ª divisione delle SS di venire in soccorso ai suoi uomini. Rebane con quattro volontari estoni del suo gruppo riuscì a salvare Koch-Erpach ed il suo quartier generale senza fare vittime. Per quest'azione, Koch-Erpach propose personalmente Rebane per le fronde di quercia sulla sua decorazione da cavaliere dell'Ordine della Croce di Ferro.
Più tardi, nel 1945, Koch-Erpach divenne comandante ad interim della 1. Armee appena due giorni prima della fine della guerra, dal 6 all'8 maggio.
Morì il 28 novembre 1971 a Bad Boll.

## Onorificenze

### Onorificenze straniere
| Controllo di autorità | VIAF (EN) 171487919 · ISNI (EN) 0000 0001 2053 8404 · GND (DE) 1012723143 |